# 密叶石莲
密叶石莲（学名：Sinocrassula densirosulata）是景天科石莲属的植物，是中国的特有植物。分布在中国大陆的四川、云南等地，多生在河边湿地墙壁上，目前尚未由人工引种栽培。